# 京北 (京都市)
京北（けいほく）は、京都府京都市右京区にある地域。2005年（平成17年）4月1日に京都市に編入された京北町の町域に相当する。
京都市の北部に位置し、南北に21.7キロメートル、東西に17.7キロメートルの広がりを持つ。丹波高地の中にあり、全体の93%を森林が占める。住宅などの多い山間部平坦地の平均標高は240mと京都駅（標高28m）など京都市の中心市街地より200m程度高い位置にある。
周囲を品谷山、飯森山、愛宕山、地蔵山などに囲まれ、全域が桂川水系である。東から西へ流れる上桂川に支流の弓削川、小塩川、細野川などが合流する。
地域は1955年（昭和30年）の京北町発足時に合併した旧町村に由来する黒田（黒田村）、山国（山国村）、弓削（弓削村）、周山（周山町）、細野（細野村）、宇津（宇津村）の6地区からなる。1,232の町丁があり、すべて京北で始まる町名がつく。